# Flight 93 (film)
Flight 93 er en amerikansk film fra 2006, som omhandler begivenhederne om bord på United Airlines' flynummer 93, som der blev kapret under terrorangrebet den 11. september 2001.
Filmen er instrueret af Peter Markle, og havde premiere den 30. januar 2006. Den blev genudsendt flere gange i løbet af 2006.
Filmen fokuserer mest af alt på passagerne, Todd Beamer, Mark Bingham, Tom Burnett, Jeremy Glick, Lauren Grandcolas, Donald Greene, Nicole Miller, og Honor Elizabeth Wainio.

## Ekstern henvisning
- Flight 93 på Internet Movie Database (engelsk)
- Flight 93 på AlloCiné (fransk)
- Flight 93 på The Movie Database (engelsk)
- Flight 93 på Filmaffinity (engelsk)
- Flight 93 på Netflix (engelsk)